# Äntligen!
Äntligen! är ett album av den svenska blues- och reggaegruppen Peps Blodsband. Albumet släpptes 2005 av skivbolaget Gazell. Det var Peps Perssons första album med nytt material på åtta år, därav titeln.
Större delen av albumet upptas av reggae, med bland annat en svensk version av Toots and the Maytals Pressure Drop, här kallad Stressen knäcker. Här finns dock även två blueslåtar, Rälit råttgift blues och Seglat ner för floden Rhen. På Militantiasis gästar rapparen Timbuktu.

## Låtlista
1. "Inga vargar jagar mig" – 3:38
2. "Grannen" – 5:32
3. "Homo economicus" – 5:15
4. "Hördujag du" – 4:04
5. "Stressen knäcker" ("Pressure Drop" – Toots Hibbert) – 3:30
6. "Tid (för tango)" – 4:38
7. "E du dum" – 5:15
8. "Rälit råttgift blues" ("Dry Chemical Blues" – Silas Hogan) – 3:31
9. "Efter : bör man,till."– 3:18
10. "Militantiasis" – 5:58
11. "Alldeles lagom" – 3:28
12. "Jag manipulerar" – 5:16
13. "Seglat ner för floden Rhen" ("Movin' Down the River of Rhine" – Sonny Boy Williamson II) – 4:19

- Text: Peps Persson
- Musik: Peps Persson, där inget annat är nämnt.

## Medverkande
Musik
- Tommy Berndtsson – klaviatur
- Mikael Fahleryd – basgitarr
- Peter Johansson – trombon
- Peps Persson – sång, gitarr, munspel
- Stefan Sandberg – gitarr, saxofoner, flöjt
- Bosse Skoglund – trummor, percussion
- Harald Svensson – piano, dragspel
- Timbuktu – sång på "Militantiasis"

Produktion
- Jojo Kempe – ljudtekniker
- Peps Persson – ljudtekniker, ljudmix
- Claes Persson – mastering
- Jan Hesseldahl, Johan Bergstrand – omslagsdesign